# Ambasada Syrii w Polsce
Ambasada Syrii w Polsce, Ambasada Syryjskiej Republiki Arabskiej (arab. سفارة سوريا في بولندا) – placówka dyplomatyczna znajdująca się w Warszawie przy ul. Świeradowskiej 38a.

## Siedziba
Stosunki dyplomatyczne pomiędzy obu krajami nawiązano w 1945. W okresie lat 1957-1968 w Warszawie była też akredytowana ambasada Syrii z siedzibą w Moskwie. W Polsce władze Syrii uruchomiły ambasadę w 1968. Początkowo mieściła się w al. Niepodległości 161 (1968-1971), przy ul. Dąbrowieckiej 19 (1972-1974), ul. Narbutta 19a (1975-2006), ul. Goszczyńskiego, najpierw 30 (2009-2012), później ul. Goszczyńskiego 9 (2012-2015). Od kwietnia 2015 siedziba ambasady znajduje się przy ul. Świeradowskiej 38a.